# Agnello di Sutri
Agnello (VII secolo – VIII secolo) è stato vescovo di Sutri, storicamente documentato nel 721.

## Biografia
Non si hanno notizie sulla vita e l'operato del vescovo Agnello. È noto solo per la sua partecipazione al concilio romano indetto il 5 aprile 721 da papa Gregorio II nella basilica di San Pietro.
Del concilio restano 17 canoni (capitula), redatti nello stile degli anatemi e riguardanti per lo più il matrimonio e alcune situazioni ritenute illecite, per esempio sposare la vedova di un sacerdote o le diaconesse oppure i parenti più stretti. Altri canoni vietano di esercitare atti magici e superstiziosi, di ledere i diritti della Sede apostolica sugli oliveti di sua proprietà, e ai chierici di lasciar crescere i capelli. Infine il concilio affrontò un caso concreto, quello di Adriano, figlio di Esilarato, che venne condannato per aver sposato la diaconessa Epifania; l'anatema colpì la stessa Epifania, che si era data alla fuga con Adriano, e tutti coloro che, in tam crudeli actu, avevano dato il loro assenso.
Il vescovo Agnello Sutrino è menzionato al 2º posto nella lista delle presenze, tra Agnello di Ferentino e Giovanni di Velletri. Nelle sottoscrizioni dei decreti, Agnellus peccator episcopus ecclesiae Sutrinae, firma in 13ª posizione tra Andrea di Albano e Tribunizio di Faleri Novi.